# Giovanni Maria Gabrielli
Giovanni Maria Gabrielli (Città di Castello, 10 gennaio 1654 – Caprarola, 17 settembre 1711) è stato un cardinale italiano.

## Biografia

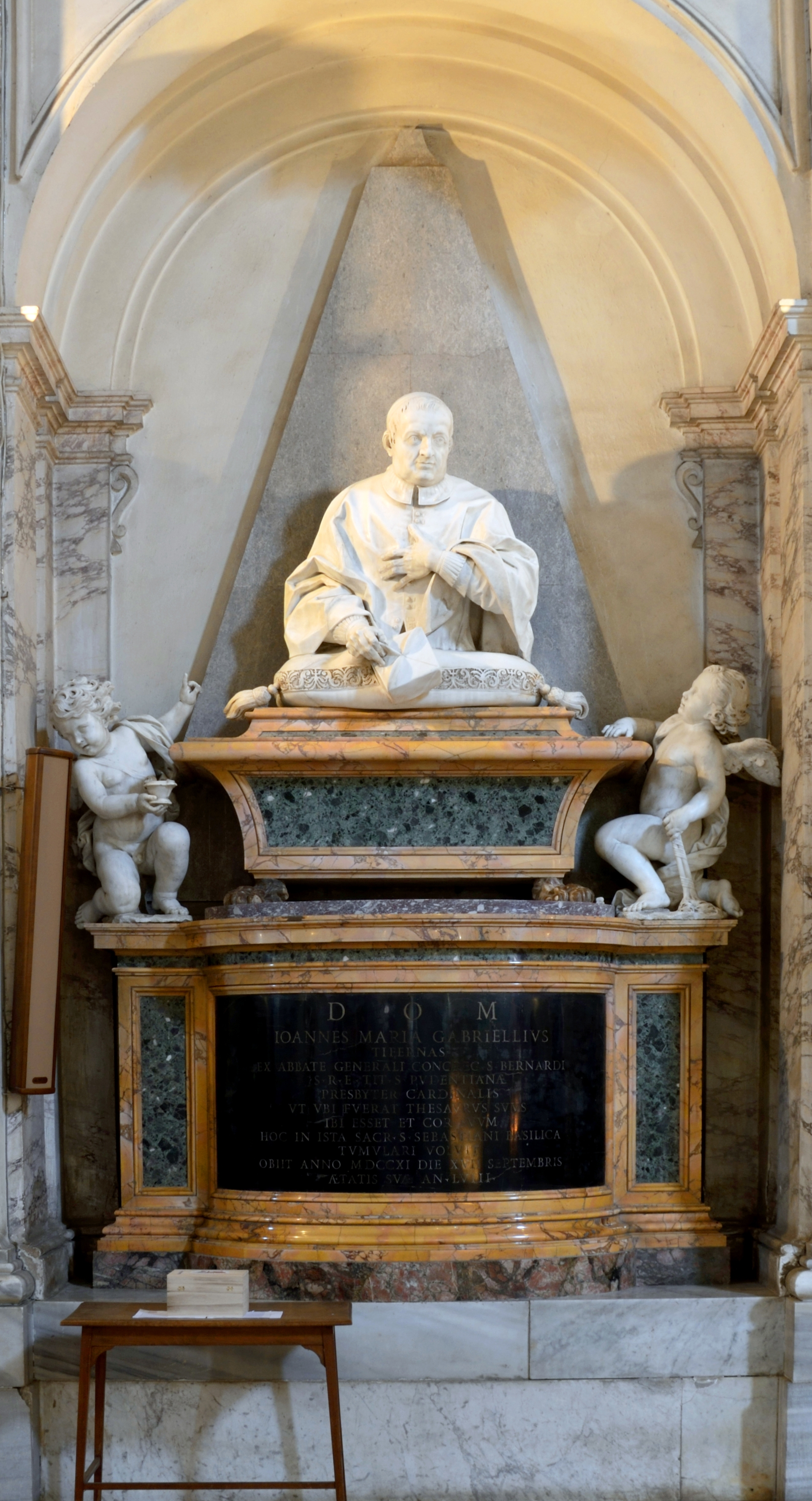
Tomba del cardinale Gabrielli nella Basilica di San Sebastiano fuori le mura

Giovanni Maria Gabrielli nacque il 10 gennaio 1654 a Città di Castello ed ancora giovane, entrò nell'Ordine Cistercense, nel monastero di Santa Pudenziana di Roma.
Ordinato sacerdote, studiò filosofia e teologia, divenendo quindi Abate Generale dell'Ordine Cistercense, venendo considerato uno dei più eminenti teologi del suo tempo. Molte volte declinò l'offerta di episcopati offertigli da Innocenzo XI, preferendo accettare il tuolo di qualificatore del Sant'Uffizio e Prefetto degli studi del Collegio Urbano di Propaganda Fide di Roma durante il pontificato di Innocenzo XII (1691-1700).
Creato cardinale nel concistorio del 14 novembre 1699, ricevette la porpora cardinalizia col titolo di Santa Pudenziana il 3 febbraio 1700, partecipando quello stesso anno al conclave che elesse papa Clemente XI. Successivamente divenne Camerlengo del Sacro Collegio dei Cardinali dal 28 gennaio 1709 sino al 19 gennaio 1710.
Il 17 settembre 1711, alle 14.15, si ammalò gravemente e morì a Caprarola dove si trovava a soggiornare. Trasferito a Roma, venne sepolto nel coro della chiesa di San Bernardo e successivamente traslato nella Basilica di San Sebastiano fuori le mura dove, tra le ultime due cappelle di sinistra, si trova la sua tomba con un busto commemorativo in marmo. Egli costituì i Monaci di San Sebastiano.